# 普光塔
普光塔，位于中国福建省福州市连江县东岱镇云居山，为一个省级文物保护单位，类型为古建筑，为第四批福建省文物保护单位，公布时间为1996年9月2日。
普光塔的历史年代为元。